# Stephanopinae
Stephanopinae O. P.-Cambridge, 1871 è una sottofamiglia di ragni appartenente alla famiglia Thomisidae.

## Descrizione
La chiave dicotomica di questa sottofamiglia rispetto alle altre è che questi ragni hanno i cheliceri provvisti di denti robusti su entrambi i margini del solco della zanna.

## Distribuzione
Le 4 tribù oggi note di questa sottofamiglia sono diffuse in Africa (Haedanini, Phrynarachnini e Stephanopini); Asia (Haedanini, Phrynarachnini e Stephanopini); Australia (Haedanini, Stephanopini); America centrale e/o meridionale (Haedanini, Stephanopini e Stephanopoidini).

## Tassonomia
A novembre 2013, la maggioranza degli aracnologi è concorde nel suddividerla in 4 tribù, per complessivi 33 generi:
- Haedanini

1. Ebrechtella Dahl, 1907 - regione paleartica
2. Erissoides Mello-Leitão, 1929 - Brasile, Argentina
3. Erissus Simon, 1895 - Brasile, Perù, Venezuela
4. Haedanula Caporiacco, 1941 - Etiopia
5. Hedana L. Koch, 1874 - Nuova Guinea, Malesia, Giava, Sumatra, Myanmar, Australia centrale, Nuovo Galles del Sud, isole Tonga
6. Pycnaxis Simon, 1895 - Filippine
7. Reinickella Dahl, 1907 - Giava
8. Rhaebobates Thorell, 1881 - Nuova Guinea
9. Tharrhalea L. Koch, 1875 - Nuova Guinea, Filippine, Madagascar, Celebes, Queensland, Australia settentrionale

- Phrynarachnini

1. Iphoctesis Simon, 1903 - Madagascar

Filmato di Ebrechtella tricuspidata che cattura un insetto

2. Phrynarachne Thorell, 1869 - Myanmar, Cina, Sri Lanka, Taiwan, Giappone, Madagascar, Giava, Cambogia, Etiopia, Corea, Costa d'Avorio
3. Trichopagis Simon, 1886 - Gabon, Guinea, Sudafrica, Madagascar

- Stephanopini

1. Angaeus Thorell, 1881 - Cina, Borneo, Vietnam, India, isole Andamane, Singapore, Sumatra
2. Ascurisoma Strand, 1928 - Africa occidentale, Sri Lanka
3. Borboropactus Simon, 1884 - Sudafrica, Cina, Nuova Guinea, Filippine, Giava, Malesia
4. Cebrenninus Simon, 1887 - Sumatra, Giava, Borneo, Filippine, Thailandia, Cina
5. Coenypha Simon, 1895 - Cile
6. Epicadinus Simon, 1895 - Brasile, Messico, Perù, Paraguay, Guyana francese, Bolivia
7. Epicadus Simon, 1895 - Brasile, Costarica, Argentina, Uruguay
8. Epidius Thorell, 1877 - Africa occidentale, Congo, Guinea, Cina, India, Giava, Sumatra, Filippine, Vietnam
9. Geraesta Simon, 1889 - Madagascar, Tanzania
10. Isala L. Koch, 1876 - Australia
11. Isaloides F. O. P.-Cambridge, 1900 - Messico, Panama, Cuba, Hispaniola
12. Onocolus Simon, 1895 - Brasile, Perù, Guyana, Paraguay, Venezuela
13. Pharta Thorell, 1891 - Cina, Myanmar, Malesia, Singapore
14. Pothaeus Thorell, 1895 - Myanmar
15. Prepotelus Simon, 1898 - isole Mauritius, isola Réunion
16. Sidymella Strand, 1942 - Brasile, Nuova Zelanda, Queensland, Australia occidentale, Victoria, Colombia, Argentina, Nuovo Galles del Sud, Uruguay
17. Stephanopis O. P.-Cambridge, 1869 - Brasile, Australia, Nuova Guinea, Cile, Tasmania, Panama, Congo, isole Figi, Nuove Ebridi, Madagascar, Colombia
18. Synalus Simon, 1895 - Nuovo Galles del Sud, Tasmania
19. Tobias Simon, 1895 - Brasile, Bolivia, Perù, Guyana francese, Hispaniola, Panama

- Stephanopoidini

1. Parastephanops F. O. P.-Cambridge, 1900 - Panama, Cuba
2. Stephanopoides Keyserling, 1880 - Brasile, Panama, Argentina, Guyana, Perù, Bolivia

## Sinonimi
- Cupa Strand, 1906; posto in sinonimia con Epidius Thorell, 1877, a seguito di uno studio dell'aracnologo Benjamin del 2011[2].
- Sanmenia Song & Kim, 1992; posto in sinonimia con Pharta Thorell, 1891, a seguito di uno studio dell'aracnologo Benjamin del 2011[2].